# Prêt-à-Porter (film)
Prêt-à-Porter – czarna komedia z 1994 roku w reżyserii Roberta Altmana, który również napisał scenariusz do filmu i wyprodukował go. Film był kręcony w trakcie paryskiego tygodnia mody. W USA film został wydany pod tytułem Ready to Wear.

## Opis fabuły
Akcja filmu składa się z licznych epizodów, które zespala większa ramowa konstrukcja. Sergei kupuje w Moskwie dwa identyczne ekstrawaganckie krawaty. Jeden z nich wysyła mieszkającemu w Paryżu Olivierowi de la Fontaine, szefowi związku zawodowego świata mody, który ma go nałożyć jako znak rozpoznawczy na ich planowane spotkanie.
W Paryżu trwają tymczasem przygotowania do wielkiego pokazu mody na wycieczki wysokogórskie. Najpierw zaprezentowana zostanie moda dla psów, dopiero potem nastąpi normalny pokaz z modelami. Reporterka Kitty Potter pojawia się co jakiś czas w filmie, zadając pytania organizatorom, projektantom i modelkom.
Sergei przybywa do Paryża, spotyka się z de la Fontaine’em. Okazuje się, że Sergei właściwie nazywa się Sergio i jest Włochem. Wsiadają do samochodu i zaczynają ważną rozmowę, jednak de la Fontaine nagle zaczyna charczeć i dławi się na śmierć swoją kanapką z szynką. Kierowca nie widział tego zdarzenia, bo akurat badał przyczynę korka ulicznego, i zatrzymuje Sergia jako rzekomego mordercę. Ten ratuje się przed rosnącym tłumem wrogich mu ludzi, skacząc prosto z mostu do Sekwany.
Światowa prasa ma wreszcie sensację. Czy był to nieszczęśliwy wypadek, czy morderstwo? W centrum zainteresowania jest Isabella de la Fontaine, wdowa w żałobie. Jednak jej smutek ma swoje granice: „Nigdy nie wyglądał lepiej” – mówi o ofierze podczas policyjnej identyfikacji. Wkrótce zjawia się u niej Sergio. Okazuje się, że mieszkał przez wiele lat w Związku Radzieckim, był jej pierwszym mężem i uważała go za zmarłego.
Później ważną postacią staje się czołowy fotograf mody Irlandczyk Milo O’Brannigan, z którym umawiają się kolejno prywatnie trzy ubiegające się o kontrakt z nim redaktorki znaczących magazynów mody. Stosują całą swoją siłę perswazji, by go do siebie przekonać. On jednak korzysta z tych przykrych dla nich sytuacji w podły sposób, do zrobienia demaskatorskich zdjęć.
Dziennikarka Anne Eisenhower chciałaby natomiast wprowadzić się do swojego pokoju. Wcześniej zajmował go reporter sportowy Joe Flynn, który wbrew swojej woli na krótko został wyznaczony do relacji z pokazu mody i dlatego nie może wyjechać. Nie ma żadnego innego wolnego pokoju. Kłócą się i próbując pozbyć się siebie nawzajem, przeżywają wiele niby to poważnych, a śmiesznych zdarzeń.
Sergio i Isabella pogodzili się i pragną uczcić ponowne spotkanie romantycznym wieczorem. Sergio jest jednak zupełnie wykończony po swojej ucieczce i zasypia mimo striptizu Isabelli.
Anne i Joe wspólnie zajęli pokój i nieuchronnie zbliżają się do siebie. Po pojednaniu i wspaniałej wspólnej nocy (Anne pod wpływem alkoholu nie potrafi oprzeć się pokusie) naturalnie chce on pozostać z nią w pokoju, chociaż dyrekcja hotelu w międzyczasie znalazła dla niego inny. Joe, znając teraz skłonność Anne do alkoholu, odtąd zamawia każdego wieczoru szampana, ale każe go przedstawiać jako „prezent od hotelu”. Anne i Joe rozstają się przy wyjeździe i okazuje się, że Joe jest żonaty. Nie będzie więc żadnej wspólnej przyszłości, spotkanie w hotelu pozostanie tylko epizodem w ich życiu.
Różne dalsze wydarzenia w środowisku projektantów demaskują świat mody jako świat ułudy.
Na końcu filmu pochowany zostaje Olivier de la Fontaine i orszak pogrzebowy mija ławkę w parku, na której najwyraźniej spędził noc Sergio. Tak zamyka się koło. W scenie finałowej nagie modelki przez dwie minuty chodzą po wybiegu.

## Obsada

### Role główne
- Marcello Mastroianni – Sergei/Sergio
- Sophia Loren – Isabella de la Fontaine
- Jean-Pierre Cassel – Olivier de la Fontaine
- Kim Basinger – Kitty Potter
- Chiara Mastroianni – Sophie Choiset
- Stephen Rea – Milo O’Brannigan
- Anouk Aimée – Simone Lowenthal
- Rupert Everett – Jack Lowenthal
- Rossy de Palma – Pilar
- Tara Leon – Kiki Simpson
- Georgianna Robertson – Dane Simpson
- Lili Taylor – Fiona Ulrich
- Ute Lemper – Albertine
- Forest Whitaker – Cy Bianco
- Tom Novembre – Reggie
- Richard E. Grant – Cort Romney
- Anne Canovas – Violetta Romney
- Julia Roberts – Anne Eisenhower
- Tim Robbins – Joe Flynn
- Lauren Bacall – Slim Chrysler
- Lyle Lovett – Clint Lammeraux
- Tracey Ullman – Nina Scant
- Sally Kellerman – Sissy Wanamaker
- Linda Hunt – Regina Krumm
- Teri Garr – Louise Hamilton
- Danny Aiello – major Hamilton
- Jean Rochefort – inspektor Tantpis
- Michel Blanc – inspektor Forget

### W pozostałych rolach
- François Cluzet – asystentka Niny
- Kasia Figura – asystentka Sissy
- Sam Robards – asystentka Reginy
- Tapa Sudana – Kerut
- Laura Benson – członek świty Milo
- Laurent Lederer – członek świty Milo
- Constant Anee – członek świty Milo
- Yann Collette – koroner
- Alexandra Vandernoot – Sandra de la Notte, reporterka Sky TV
- Jocelyne Saint Denis – recepcjonista
- André Penvern – Hotel Clerk
- Maurice Lamy – boy hotelowy
- Pascal Mourier – kamerzysta FAD TV
- Adrien Stahly – dźwiękowiec FAD TV
- Denis Lepeut – dźwiękowiec FAD TV

### Zagrali sami siebie
- Harry Belafonte
- Björk
- Paolo Bulgari
- Anello Capuano
- Cher
- Helena Christensen
- David Copperfield
- Gamiliana
- Elsa Klensch
- Serge Molitor
- Claude Montana
- Thierry Mugler
- Tatjana Patitz
- Nicola Trussardi

### Projektanci
- Sonia Rykiel
- Jean-Paul Gaultier
- Christian Lacroix
- Issey Miyake
- Gianfranco Ferré

### Modelki
- Susie Bick
- Carla Bruni
- Naomi Campbell
- Linda Evangelista
- Roshumba Williams
- Ève Salvail
- Claudia Schiffer
- Adriana Sklenaříková
- Christy Turlington

## Nagrody
- Aktorzy grający role główne otrzymali nagrodę National Board of Review w kategorii najlepsza gra aktorska.

Nominacje:
- Złoty Glob – najlepszy film – komedia/musical
- Złoty Glob – najlepsza aktorka w roli drugoplanowej – Sophia Loren